# Guy Bleus

## Vida y obra
Guy Bleus (nacido el 23 de octubre de 1950 en Hasselt, Bélgica) es un artista asociado al movimiento de arte correo y arte del performance (arte en vivo)
. Su obra abarca diferentes áreas, incluyendo la administración (que él llama "Artministration"), la comunicación postal y olfativa.

## Arte y archivo
En 1978 fundó el “Centro de la Administración - 42.292”, que se convirtió en un gran archivo de arte con obras e información de 6000 artistas de más de 60 países. "Guy Bleus tiene uno de los mejores archivos de arte correo en Europa, si no del mundo.”
Bleus fue el primer artista que utilizó sistemáticamente olores en las artes plásticas. Desde el año 1979 mostró pinturas de olor, envió objetos perfumados e hizo instalaciones aromáticas. También creó actuaciones de aspersión, donde se rocía una nube de perfume sobre el público.
Explorando las posibilidades de los medios de comunicación como los medios de arte, investigó el sistema postal en correspondencia indirecta (1979) y buscó una alternativa en el sistema postal del correo aéreo por globos. Junto con Charles François fue un pionero utilizando un ordenador conectado a un módem para la comunicación artística (en 1989). También solicitó medios de reproducción, tales como microfilm, CD-ROM y DVD-ROM por razones artísticas.

## Redes y proyectos
Impresionante son los numerosos proyectos de arte internacionales que Bleus ha organizado, tales como Are you experienced? L.H.F.S.  (1981), W.A.A.: World Art Atlas (1981-83), La telegrafía (1983), Cavellini Festival 1984, Art is Books (libros de artista) (1991), Fax Performances (1992-1993), Detective Privado de Arte: Confesiones sellados, y Building Plans & Schemes (los planes de construcción y sistemas) (1993).
Él escribió muchos textos sobre el tema del arte en red. Acerca de su ensayo “Exploring Mail Art” (1984) Géza Perneckzy escribió: "El estudio de Guy Bleus supera a todas las demás publicaciones con su peso teórico y concisión". Por otra parte, contribuyó a publicaciones importantes, tales como Arte correo de Piotr Rypson, Red Eterna: A Mail Art Anthology de Chuck Welch, o Cartoline d'artista (las tarjetas postales) de Vittore Baroni. Ha participado en un montón de revistas de artistas.
Desde 1994 hasta 1999 inauguró la galería de arte de E-mail-art Archivos. En este espacio sin fines de lucro se llevaron a cabo más de 40 eventos de arte correo, arte de fax y el arte de Internet. En 1995 editó la colección Artistamp, el primer catálogo electrónico de arte correo en CD-ROM. Con la participación de artistas de redes, como Vittore Baroni, Ken Friedman, John Held Jr., Ruud Janssen, Galántai György, Petasz Pawel y Perneczky Géza, publicó en 1997 el primer E-Mail-Art e Internet-Art Manifiesto, una edición de su revista electrónica.
Después de una empresa burocrática de 20 años realizó en 2003 (junto con Jean Spiroux) el primer sello de correos en el primer mail-art tema editado por un servicio oficial de correos. Era una edición de 4 millones de copias realizadas por el Servicio Postal Belga.
En 2005-2006 Bleus organizó el proyecto artístico de arte olfativo, Scents, Locks & Kisses (Olores, Pelos y Besos) con 778 artistas de 43 países en el centro de artes Z33. La página web es una presentación de diapositivas con todas las obras de los artistas participantes.
Una retrospectiva de su obra se llevó a cabo en el Centro Cultural de Hasselt en 2010. La publicación Pêle-Mêle: Guy Bleus ® - 42.292 tuvieron brácteas perfumadas con esencia de lavanda e incluyó una reedición de su documento de identidad del planeta Marte de 1979.·